# Bahnhof Laage (Meckl)
Der Bahnhof Laage (Meckl) liegt an der Bahnstrecke Neustrelitz–Warnemünde in der Kleinstadt Laage im Landkreis Rostock in Mecklenburg-Vorpommern. Er ging 1886 in Betrieb. Sein aus dieser Zeit stammendes Empfangsgebäude steht unter Denkmalschutz.

## Lage und Name
Der Bahnhof liegt am Streckenkilometer 89,5 der Bahnstrecke Neustrelitz–Warnemünde, gezählt von Neustrelitz Hbf. Seine Gleisanlagen verlaufen annähernd in Süd-Nord-Richtung. Nördlich der Station quert die Bahnstrecke das breite Niederungsgebiet der Recknitz, südlich davon entstand beim Bau der Strecke ein tiefer Einschnitt in einem Hügel. Aufgrund der topographischen Bedingungen musste der Bahnhof deutlich außerhalb des Stadtkerns der Kleinstadt Laage angelegt werden. Das Zentrum der Stadt mit Kirche und Marktplatz liegt etwa einen Kilometer nordöstlich. Die Bahnhofsstraße, die den Bahnhof mit der Innenstadt verbindet, wurde in den Jahrzehnten nach Bau des Bahnhofs mit Wohnhäusern bebaut. Die in den 1970er Jahren entstandene Umgehungsstraße um Laage (Bundesstraße 108) verläuft zwischen Bahnhof und Stadt etwa 100 Meter vom Bahnhof entfernt.
Der Bahnhof trug wie die Stadt zunächst nur den Namen Laage ohne weiteren Zusatz. Erst seit Anfang der 1930er Jahre ist die heutige Bezeichnung Laage (Meckl) üblich.

## Geschichte
Am 1. Juni 1886 eröffnete die Eisenbahn- und Dampfschiffs-Actien-Gesellschaft Deutsch-Nordischer Lloyd die auch als „Lloydbahn“ Bahnstrecke von Neustrelitz nach Rostock. Mit Streckeninbetriebnahme ging auch der Bahnhof Laage in Betrieb. Die Stadt Laage hatte sich mit 137.400 Mark am Bau des Bahnhofs beteiligt. Nach der Verstaatlichung der Lloydbahn 1894 wurde der größte Teil des durchgehenden Verkehrs von Berlin nach Rostock und Kopenhagen über Güstrow geführt. Der Abschnitt über Laage verlor damit an Bedeutung und wurde jahrzehntelang nur als Nebenbahn betrieben.
1945 wurde der größte Teil der Strecke Neustrelitz–Rostock als Reparationsleistung an die Sowjetunion abgebaut. Das Teilstück Plaaz – Laage – Rostock blieb in Betrieb. Vor allem in den ersten Jahren nach Kriegsende, als auch der Abschnitt Bützow – Schwaan – Rostock demontiert war, lief der gesamte Verkehr von Rostock in Richtung Süden über Laage und Plaaz und weiter über die Nebenbahn nach Güstrow. Um 1960er herum wurde der Abschnitt Neustrelitz – Plaaz vor allem zur Erschließung des Rostocker Seehafens wiederaufgebaut.
Der Abschnitt Plaaz – Rostock wurde in den 1960er Jahren neu trassiert, so dass Züge schneller fahren konnten. Sowohl nördlich als auch südlich des Bahnhofs Laage erhielt die neue Trasse einen östlicheren Verlauf als die alte. Der Bahnhof selbst verblieb in alter Lage. Beide alte Streckenäste wurden als Anschlussbahnen weiter genutzt. Der Ast Richtung Norden führte zu einem Militärflugplatz, aus dem später der Flughafen Rostock-Laage wurde, der in Richtung Süden zum Kies- und Betonwerk in Liessow. Die Anlagen des Bahnhofs Laage wurden beim Umbau beträchtlich erweitert und erreichten in den folgenden Jahrzehnten ihre größte Ausdehnung.
1985 wurden die Gleise des Bahnhofs elektrifiziert. In den 1990er Jahren wurde das Personal vom Bahnhof Laage abgezogen, das Empfangsgebäude stand mehrere Jahrzehnte leer. Von 2007 bis 2008 wurde die Strecke von Rostock über Laage nach Lalendorf erneuert und auch der Bahnhof Laage komplett umgebaut. Ein Großteil der Gleisanlagen im Bahnhof wurden beseitigt und die zuvor existenten zwei Außenbahnsteige durch einen Bahnsteig in neuer Lage ersetzt.
Im Jahr 2021 wurde das für militärische Zwecke genutzte Anschlussgleis zum Flughafen auf der alten Trasse in Richtung Rostock erneuert.

## Anlagen

### Empfangsgebäude

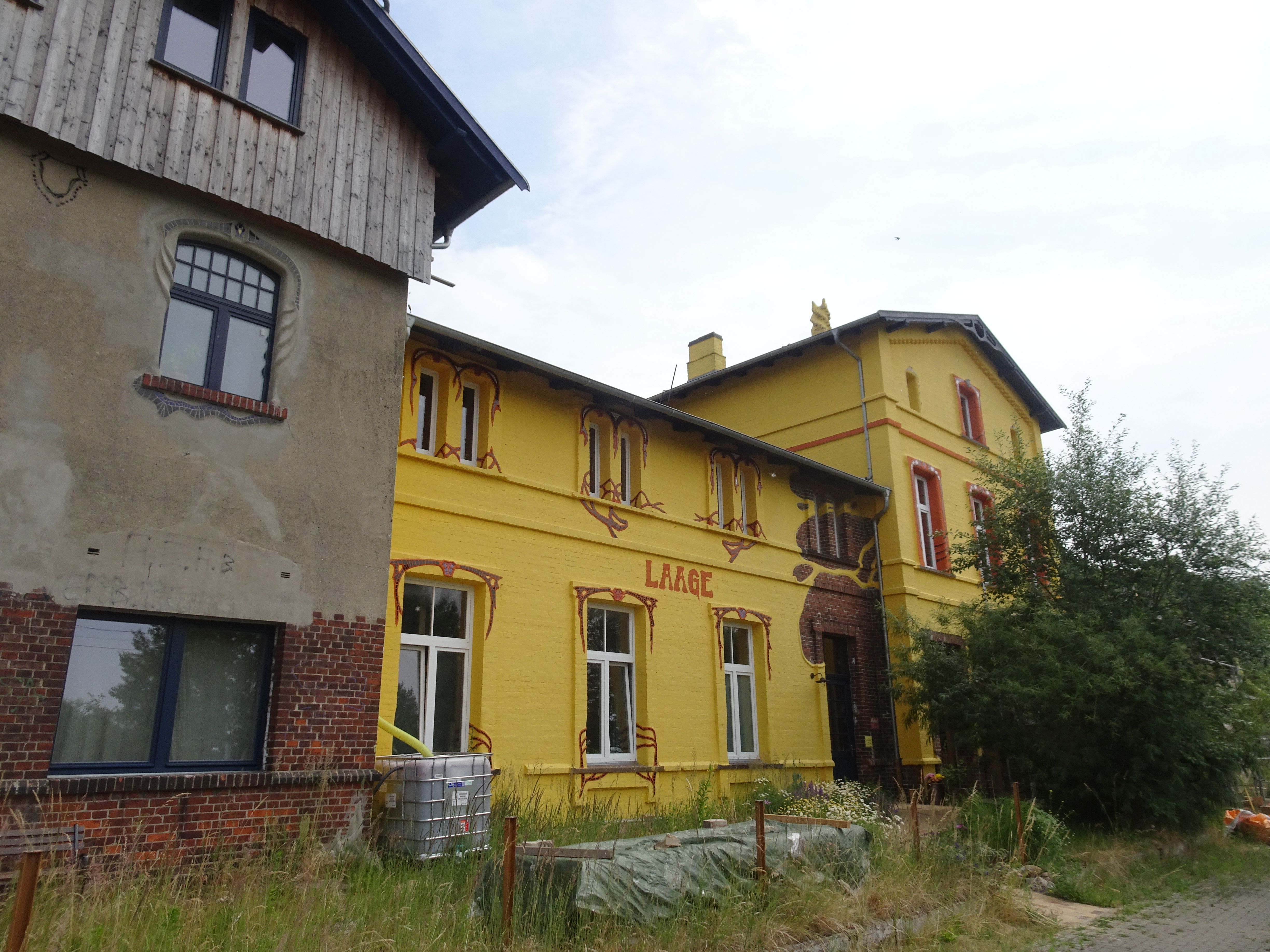
Gleisseite des Empfangsgebäudes. Rechts der ursprüngliche Bau, links die Erweiterung.

Das denkmalgeschützte, ein- und zweigeschossige Bahnhofsgebäude steht auf der Ostseite der Gleisanlagen. Der ursprüngliche, südliche Teil mit angebautem Güterschuppem stammt aus der Erbauungszeit des Bahnhofs. Daran schließt sich Richtung Norden der um 1910 entstandene Erweiterungstrakt an.
Nach 1990 stand das Empfangsgebäude lange Zeit leer. 2015 wurde es an Privatpersonen verkauft und wird seitdem schrittweise ausgebaut. Seit Ende der 2010er Jahre steht es unter Denkmalschutz. Seit 2021 betreiben die Besitzer im Bahnhofsgebäude den Kulturbahnhof Laage, in dem verschiedene Veranstaltungen stattfinden.

### Bahnsteige und Gleise
Ursprünglich gab es im Bahnhof an der damals eingleisigen Strecke ein Gleis am Hausbahnsteig sowie ein Kreuzungsgleis und ein stumpf aus Richtung Süden am Empfangsgebäude endendes Ladegleis.
In den folgenden Jahrzehnten wurden die Anlagen nach und nach erweitert. Nach dem Ausbau der Verbindung Berlin – Rostock in den 1960er Jahren waren zwei Durchfahrtsgleise ohne Bahnsteig vorgesehen, zunächst wurde nur eins gebaut. Das zweite Durchfahrtsgleis kam erst mit dem zweigleisigen Streckenausbau. Auf beiden Seiten gab es ein Bahnsteiggleis, der Bahnsteig auf der Westseite war über eine Fußgängerbrücke erreichbar. Die beiden ursprünglichen Streckengleise in Richtung Liessow und Kronskamp aus der Zeit vor der Neutrassierung der Strecke bleiben als Anschlussgleise zum Betonwerk bzw. zum Militärflughafen erhalten.
Nach der Reduzierung der Gleisanlagen beim erneuten Streckenumbau um 2005 verblieben die beiden Durchfahrtsgleise. Das westliche Bahnsteiggleis wurde noch vom Anschlussgleis zum Flughafen genutzt, der Bahnsteig und die Fußgängerbrücke wurden entfernt. Der Bahnsteig am östlichen Gleis wurde Richtung Norden vom Empfangsgebäude weg verlegt. Der seit Jahrzehnten nicht mehr genutzten Lokschuppen nördlich des Empfangsgebäudes und einige weitere Gebäude in diesem Bereich wurden beim Streckenumbau abgerissen.

## Verkehr

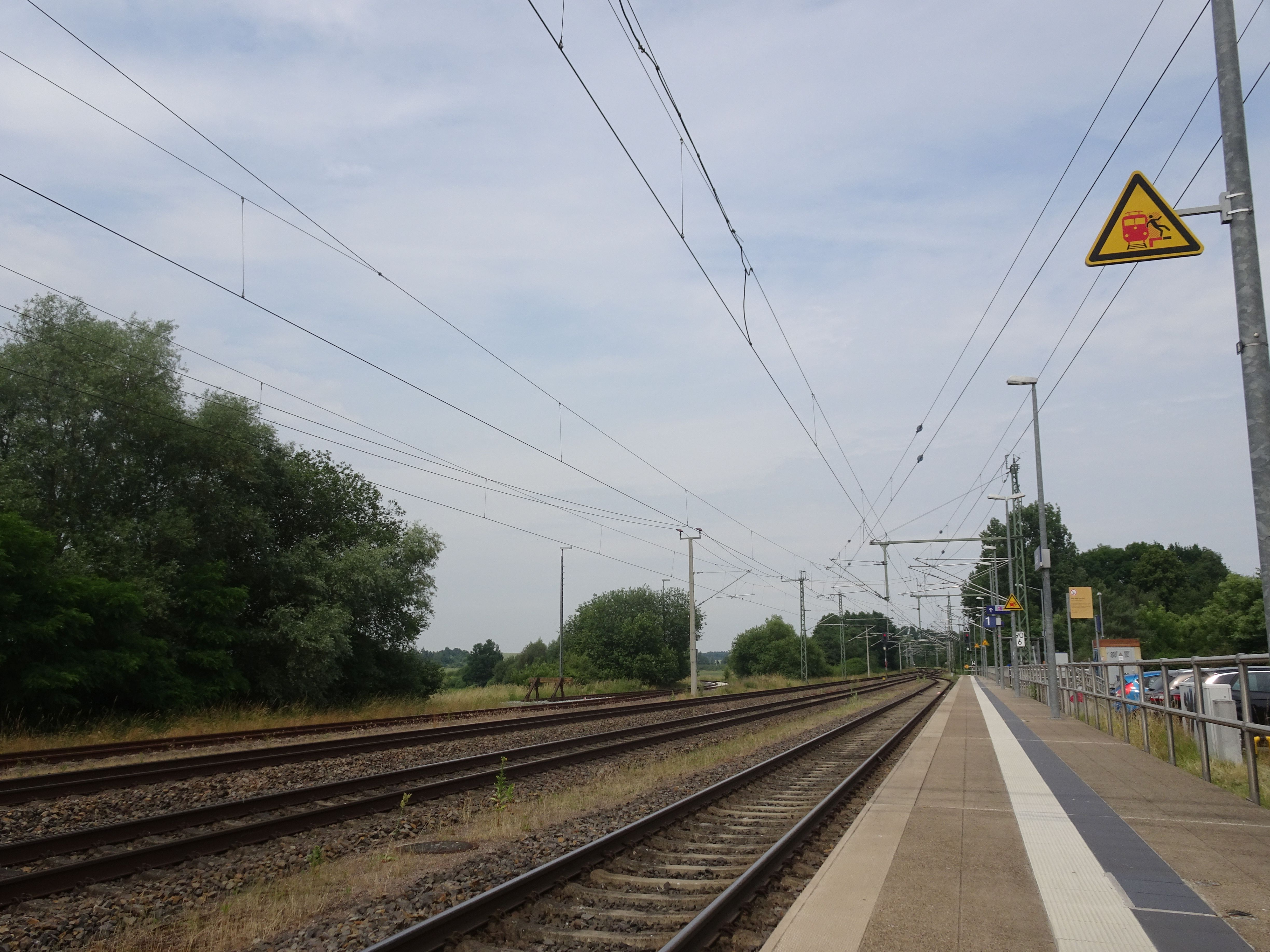
Bahnsteig

1886, im ersten Betriebsjahr der Strecke, hielten zwei der drei täglichen Zugpaare Berlin – Warnemünde in Laage. Hinzu kam ein Zugpaare Neustrelitz – Warnemünde und eins Lalendorf – Warnemünde. Seit der Verlagerung des Fernverkehrs auf die Strecke über Güstrow in den 1890er Jahren dient der Bahnhof im Personenverkehr vor allem lokalen Bedürfnissen. In den Jahren vor dem Ersten Weltkrieg verkehrten täglich vier Zugpaare zwischen Neustrelitz, Lalendorf, Plaaz, Laage und Rostock, hinzu kamen ein bis zwei Zugpaare von Laage nach Güstrow über Plaaz bzw. nach Rostock.
1934 gab es täglich zwei bis drei Personenzüge (Neustrelitz) – Lalendorf – Laage – Rostock, hinzu kamen weitere Züge Güstrow – Laage – Rostock bzw. nur zwischen Laage und Güstrow sowie Laage und Rostock.
Nach dem Zweiten Weltkrieg wird Laage in Richtung Süden nur noch von Zügen nach Güstrow bedient. Über die Anfang der 1960er Jahre wieder aufgebaute Strecke Richtung Waren (Müritz) verkehren seitdem nur schnellfahrende Reisezüge, die nicht in Laage hielten. Zu DDR-Zeiten fuhren täglich etwa fünf bis sechs Zugpaare von Güstrow über Laage nach Rostock, hinzu kamen einzelne Berufsverkehrszüge zwischen Laage und Güstrow bzw. Laage und Rostock.
Mitte der 1990er Jahre wurde das Zugangebot vertaktet, es gab einen Zweistundentakt mit einzelnen Verstärkern im Berufsverkehr. Seit Ende 2012 wird der Bahnhof im Stundentakt von der Linie S 3 der S-Bahn Rostock Warnemünde – Rostock Hauptbahnhof – Laage (Meckl) – Plaaz – Güstrow bedient, sonnabends und sonntags verkehren die Züge alle zwei Stunden.
| Linie                    | Linienverlauf                                              | Takt                           | EVU              |
| ------------------------ | ---------------------------------------------------------- | ------------------------------ | ---------------- |
| S 3                      | Warnemünde – Rostock Hbf – Laage (Meckl) – Plaaz – Güstrow | 60 min (Mo–Fr) 120 min (Sa/So) | DB Regio Nordost |
| Stand: 10. Dezember 2023 |                                                            |                                |                  |

Im Güterverkehr diente der Bahnhof vor allem den Transport landwirtschaftlicher Güter. Zu DDR-Zeiten war er ein wichtiger Bahnhof für die Viehverladung, über ihn lief der gesamte Export von Vieh für den Bezirk Schwerin. Ebenfalls von Bedeutung war die Versorgung des nahegelegenen VEB Milchzuckerwerks mit Brennstoffen und der Transport der dort produzierten Waren.